# Marguerite De Clerck
Marguerite De Clerck (Brugge, 7 september 1927) is een Belgische arts en zuster van de Soeurs de Notre-Dame de Namur die zich inzet voor de diabetespatiënten in de Democratische Republiek Congo.
Op een periode van veertig jaar heeft ze de diabetesgezondheidszorg in de hoofdstad Kinshasa omgevormd van een raadpleging in één ziekenhuis naar een goed draaiend netwerk van meer dan 80 gezondheidscentra, verspreid over de stad. Zo worden de diabetespatiënten dicht bij huis opgevolgd en bijgestaan, en indien nodig doorverwezen naar een van de vier ziekenhuizen waarmee er een samenwerkingsverband is. Het netwerk besteedt ook veel aandacht aan de opleiding van artsen, verpleegkundigen, diabeteseducatoren en patiënten.
Op 14 augustus 2014 ontving De Clerck op de IDF Africa Regional Council in Brazzaville een prijs voor haar excellente inzet van de International Diabetes Federation.